# Niphargus borutzkyi
Niphargus borutzkyi is een vlokreeftensoort uit de familie van de Niphargidae. De wetenschappelijke naam van de soort is voor het eerst geldig gepubliceerd in 1933 door Birstein.